# Crash Bash
A Crash Bash című játék a Crash Bandicoot széria tagja.
Ezt a részt már nem a Naughty Dog készítette, hanem az Eurocom. Ez nem más mint egy Crash-es party játék. Négy karakter van egy játékban. Van tankos lövöldözés, pogózás, labdás és ehhez hasonló játékok. A történet egyszerű: Aku Aku és Uka Uka közötti viszályokat kell eldönteniük a „jóknak” és „gonoszoknak”. Mivel a gonoszok többségben vannak, így Dingodile és Tiny a jó oldalon harcolnak. Itt is mi választunk karaktert magunknak. A játékban a gyémántok teljesen más szerepeket töltenek be, mint eddig. Viszont a jól megszokott Warp Room itt is megtalálható. A játékot lehet többen játszani, akár Adventure módban is.

## Szereplők
A játékban a Crash Bandicoot sorozat korábban megismert karakterei tűnnek fel.
Összesen nyolc darab választható karakter szerepel a játékban, ezek közé tartozik Crash Bandicoot, Coco Bandicoot, Dr. Neo Cortex, Dr. Nitrus Brio, Dingodile, Rilla Roo, Tiny Tiger és Koala Kong. A játék japán kiadásában egy kilencedik szereplő, Fake Crash is elérhető.
A játékban fontos szerepet játszik még Aku Aku és Uka Uka is akik egy-egy négyfős csapatot segítenek a győzelemhez. A főellenségek közé tartozik Papu Papu, Bearminator, a Komodo fivérek (Komodo Joe és Komodo Moe) valamint Nitros Oxide. Ezen kívül Dr. N. Gin és Ripper Roo is feltűnik az N. Ballism, valamint az El Pogo Loco nevű szinteken.